# Lew Kirillowitsch Naryschkin

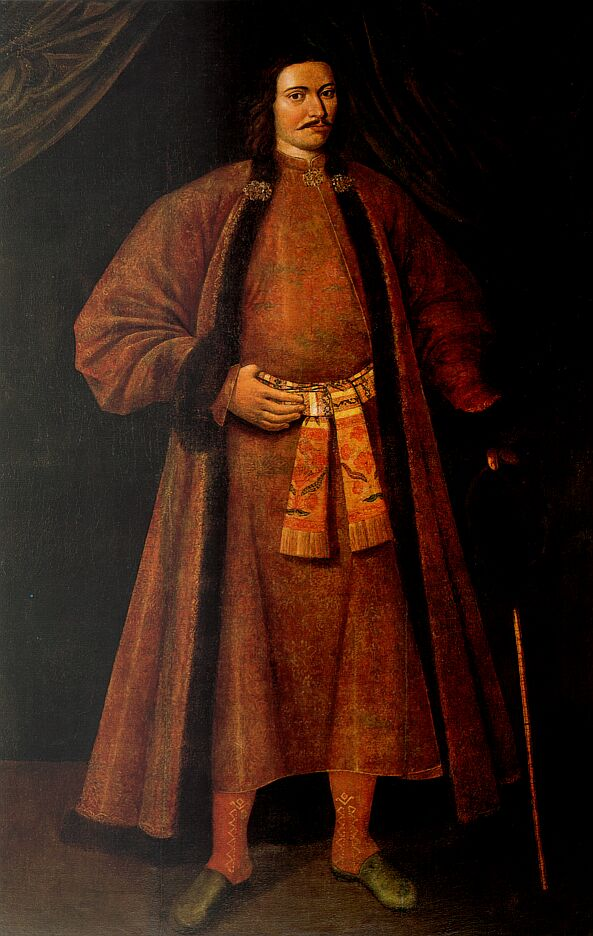
Lew Kirillowitsch Naryschkin

Lew Kirillowitsch Naryschkin (russisch Лев Кири́ллович Нары́шкин) (* 1664; † 28. Januar 1705 in Moskau) war ein russischer Diplomat und Außenminister. Er war der Schwager des russischen Zaren Alexei I. und Onkel von Zar Peter I.

## Leben
Lew Kirillowitsch Naryschkin war der Sohn des Beamten im auswärtigen Dienst Kirill Poluektowitsch Naryschkin (1623–1691) und dessen Gemahlin Anna Leontjewna Leontiew († 1706). Die Naryschkin gehen der Überlieferung nach auf eine Moskauer Bojarenfamilie krimtatarischer Abstammung zurück. Der Stammvater soll ein karäischer Leibwächter des litauischen Großfürsten Vytautas gewesen sein. Lew Kirillowitsch Naryschkin war der Stiefsohn des russischen Außenministers Artamon Matwejew und Bruder der Zarin Natalja Kirillowna Naryschkina, wodurch er in Kontakt zu den aller höchsten Kreisen kam.
Lew Kirillowitsch Naryschkin wurde der Titel eines Bojaren zuerkannt. Nach dem Sturz der Regentin Sofia Alexejewna 1689 übernahmen Lew Kirillowitsch Naryschkin und der Hofmeister Boris Golizyn die Regierungsgeschäfte ohne staatsrechtlichen Befugnisse, aber im Auftrag und Namen des Zaren. Als wichtigster Berater seines jungen Neffen wurde er Vorsitzender des Gesandtschaftsprikas und stand er an der Spitze des Militärs. 1688 erhielt er den Ort Fili. Im Zeitraum von 1689 bis 1694 ließ er dort die heutige Mariä-Schutz-und-Fürbitte-Kirche errichten. Lew Kirillowitsch Naryschkin starb am 28. Januar 1705 in Moskau.

## Familie

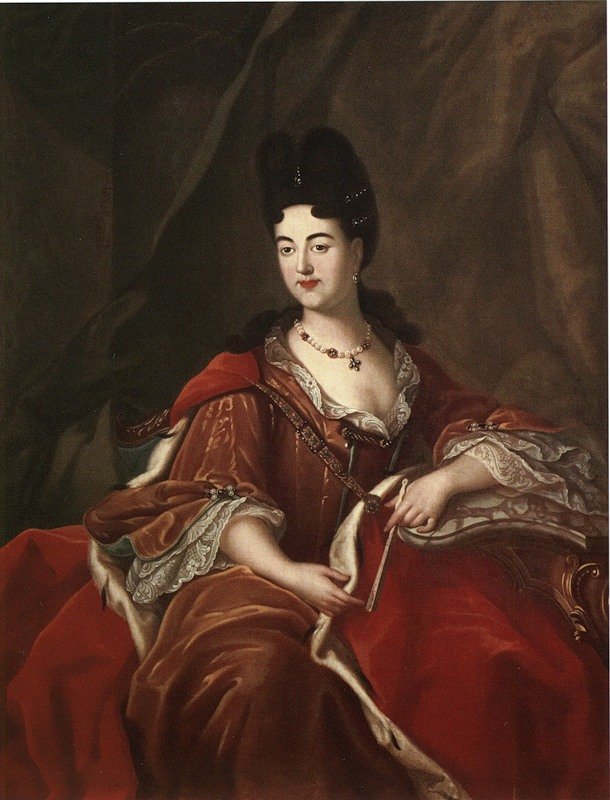
Anna Petrowna geb. Saltykowa

Lew Kirillowitsch Naryschkin war in erster Ehe seit 1684 mit Praskowja Fjodorowna NN († 1701) und in zweiter Ehe seit 1702 mit Anna Petrowna Saltykowa (1677–1728) verheiratet. Aus den Ehen gingen insgesamt neun Kinder hervor. Seine Tochter Agrafena Lwowna Naryschkina (1685–1709) heiratete den russischen Reichskanzler Alexei Michailowitsch Tscherkasski (1680–1742). Sein Sohn war der Geheimrat Alexander Lwowitsch Naryschkin (1694–1746) und sein Enkel der Oberstallmeister Lew Alexandrowitsch Naryschkin (1733–1799).